# Memoriał Romana Siemińskiego
De Memoriał Romana Siemińskiego is een eendaagse wielerwedstrijd die jaarlijks wordt verreden in Raciąż, Polen. 
De wedstrijd wordt georganiseerd ter ere van de Poolse wielrenner Roman Siemiński, die tijdens de Tweede Wereldoorlog werd opgepakt na de Opstand van Warschau en opgesloten zat in het concentratiekamp Mauthausen. Na de oorlog werd hij weer wielrenner en -coach. Hij overleed in 1997, waarna de wedstrijd werd opgericht. Sinds 2015 maakt de koers deel uit van de UCI Europe Tour met een classificatie van 1.2.
Recordwinnaar is de Tsjech Alois Kaňkovský, met vier zeges.

## Lijst van winnaars

### Meervoudige winnaars
| Overwinningen | Renner          | Land     | Jaren                  |
| ------------- | --------------- | -------- | ---------------------- |
| 4             | Alois Kaňkovský | Tsjechië | 2015, 2017, 2018, 2019 |
| 2             | Piotr Zaradny   | Polen    | 2001, 2008             |
| 2             | Robert Radosz   | Polen    | 2002, 2011             |

### Overwinningen per land
| Overwinningen | Land     |
| ------------- | -------- |
| 14            | Polen    |
| 5             | Tsjechië |
| 1             | Oekraïne |

2005 · 
2006 · 
2007 · 
2008 · 
2009 · 
2010 · 
2011 · 
2012 · 
2013 · 
2014 · 
2015 · 
2016 · 
2017 ·
2018 ·
2019 ·
2020 ·
2021 ·
2022 ·
2023 ·
2024 ·
2025
Belangrijkste etappewedstrijden

Internationaal Wegcriterium · Driedaagse Brugge-De Panne · Ronde van de Alpen · Vierdaagse van Duinkerke · Ronde van Beieren · Ronde van Noorwegen · Ronde van België · Ronde van Luxemburg · Ronde van Oostenrijk · Ronde van Wallonië · Ronde van Burgos · Ronde van Denemarken · Arctic Race of Norway · Ronde van Groot-Brittannië
Belangrijkste eendaagse wedstrijden

Trofeo Laigueglia · GP Lugano · GP Nobili Rubinetterie · Dwars door Vlaanderen · Scheldeprijs · Brabantse Pijl · GP Kanton Aargau · Brussels Cycling Classic · GP Fourmies · Primus Classic Impanis-Van Petegem · Ronde van de Drie Valleien · Milaan-Turijn · Ronde van Piemonte · Ronde van het Münsterland · Ronde van Emilia · Parijs-Tours · GP Bruno Beghelli